# Liste des évêques d'Aversa

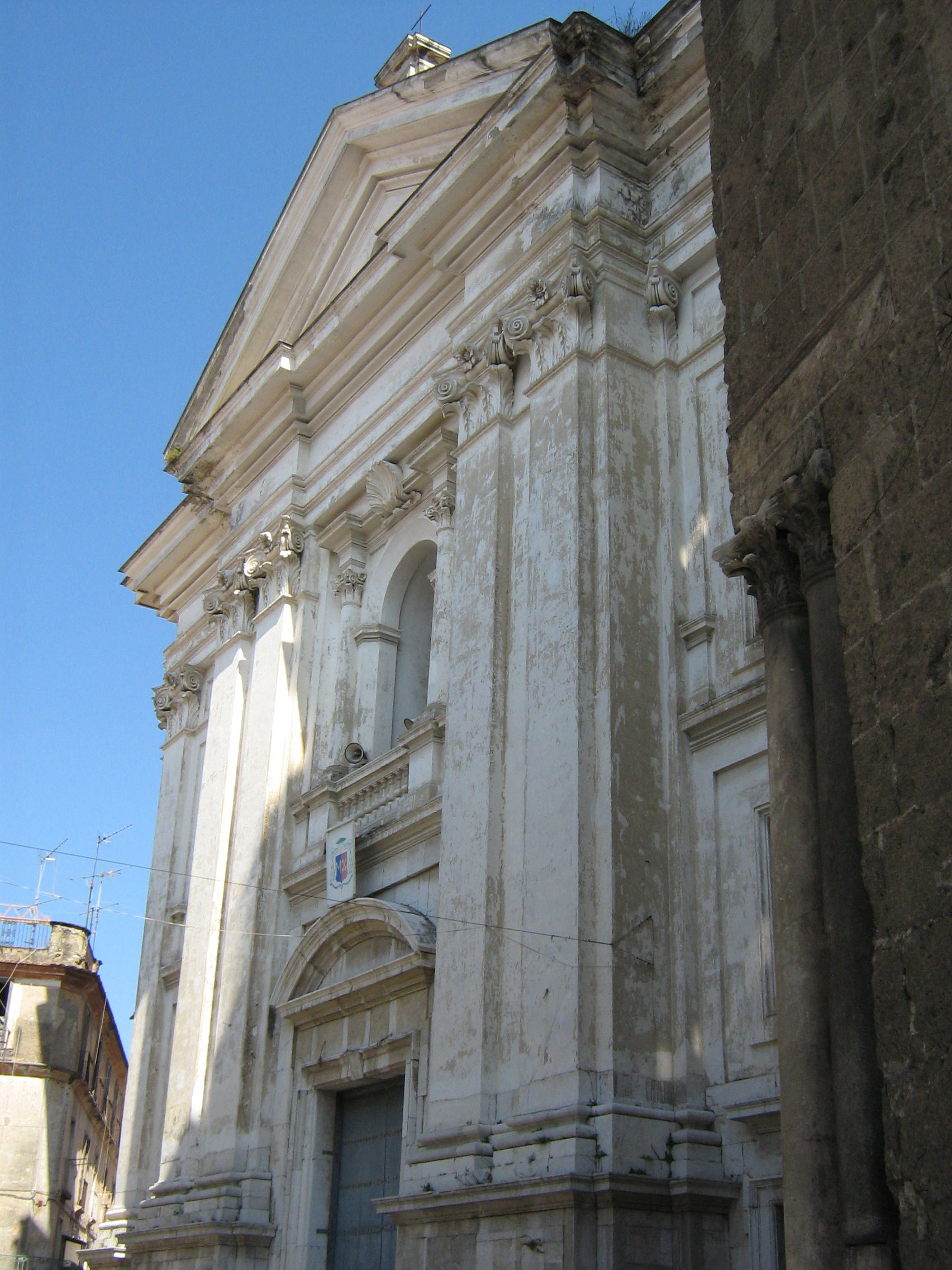
Cathédrale d'Aversa

La liste des évêques d'Aversa recense les noms des évêques qui se sont succédé sur le siège épiscopal d'Aversa en Italie depuis la fondation du diocèse en 1053. 

## Évêques
- Azzolino † (1059)
- Goffredo † (1059 - 1080)
- Guitmond, O.S.B. † (1088 - avant 1097)
- Giovanni Ier † (1097 - 1101)
- Roberto I † (1104 - 1113)
- Roberto II † (1119 - 1132)
- Giovanni II † (1134 - 1140)
- Giovanni III † (1141 - 1152)
- Gualtiero † (1158 - 1175)
- Falcone † (1180 - 1191)
- Lamberto † (1192)
- Gentile † (1198 - 1210)
- Basuino † (1215 - 1221)
- Matteo † (1225 - 1226)
- Giovanni Lamberti † (1229 - 1235)
- Federico † (1254)
- Simone Paltanieri † (1255 - 1256)
- Giovanni V † (1259 - 1264)
- Fidanza da Spoleto † (1261 - 1274)
- Adamo d'Amiens † (1276 - 1296)
- Landolfo Brancaccio † (1296 - 1297)
- Leonardo Patrasso † (17 juin 1297 - 20 juillet 1299)
- Pietro Turrite † (1299 - 1309)
- Pietro di Beauvais † (1309 - 1321)
- Guglielmo, O.F.M. † (1323 - 1325)
- Raimondo di Mausac, O.F.M. † (21 février 1326 - 1337)
- Bartolomeo I, O.S.B. † (1337 - 1340)
- Giovanni di Bari † (1342 - 1351)
- Angelo Ricasoli (it) † (6 mars 1357 - 19 juin 1370)
- Poncello Orsini † (19 juin 1370 - 1378)
- Bartolomeo II † (1379 - 1380)
  - Marino del Giudice † (13 novembre 1381 - décembre 1385) (administrateur apostolique)
  - Erecco Brancaccio † (1386 - 1392) (administrateur apostolique)
  - Rinaldo Brancaccio † (1418 - 27 mars 1427) (administrateur apostolique)
- Pietro Caracciolo † (1427 - ?)
- Giacomo Carafa della Spina † (1430 - 1471)
- Pietro Brandi † (1471 - 1474)
- Giovanni Paolo Vassallo † (1474 - 1500)
  - Luigi d'Aragona † (10 mars 1501 - 21 mai 1515) (administrateur apostolique)
- Silvio Pandone † (1515 - 1519)
- Antonio Scaglione † (1519 - 1524)
  - Sigismondo Gonzaga (1524) (administrateur apostolique)
  - Ercole Gonzaga † (1524 - 1528) (administrateur apostolique)
  - Pompeo Colonna † (20 avril 1529 - 24 septembre 1529) (administrateur apostolique)
- Fabio Colonna † (1532 - 1554)
- Balduino de Balduinis † (30 mars 1554 - 18 avril 1582)
- Giorgio Manzolo † (1582 - 1591)
- Pietro Orsini † (5 avril 1591 - 1598)
- Bernardino Morra † (8 octobre 1598 - 1605)
- Filippo Spinelli † (6 juin 1605 - 25 mai 1616)
- Carlo I Carafa † (1616 - 1644)
- Carlo II Carafa della Spina, C.R. † (13 juillet 1644 - 6 juin 1665)
- Paolo Carafa † (1665 - 7 mars 1686)
- Fortunato Ilario Carafa della Spina † (7 juillet 1687 - 16 janvier 1697)
- Innico Caracciolo † (25 février 1697 - 6 septembre 1730)
- Giuseppe Firrao † (11 décembre 1730 - 26 septembre 1734)
- Ercole Michele d'Aragona † (juin 1735 - novembre 1735)
- Filippo Niccolò Spinelli † (26 septembre 1735 - 1761)
- Giovanbattista Caracciolo † (16 février 1761 - 1765)
- Niccolò Borgia † (27 mars 1765 - 6 avril 1779)
- Francesco Del Tufo, C.R. † (12 juillet 1779 - 15 juin 1803)
- Gennaro Maria Guevara Suardo, O.S.B. † (29 octobre 1804 - 3 août 1814)
- Agostino Tommasi † (juin 1818 - 9 septembre 1821)
- Francesco Saverio Durini, O.S.B.Cel. † (17 novembre 1823 - 15 janvier 1844)
- Sisto Riario Sforza † (24 avril 1845 - 24 novembre 1845)
- Antonio Saverio De Luca † (24 novembre 1845 - 22 décembre 1853)
- Domenico Zelo † (23 mars 1855 - 11 octobre 1885)
- Carlo Caputo † (7 juin 1886 - 19 avril 1897)
- Francesco Vento † (1897 - 27 septembre 1910)
  - Adolfo Turchi † (1911) (administrateur apostolique)
- Settimio Caracciolo di Torchiarolo † (10 avril 1911 - 23 novembre 1930)
- Carmine Cesarano, C.SS.R. † (16 décembre 1931 - 22 novembre 1935)
- Antonio Teutonico † (28 juillet 1936 - 31 mars 1966)
- Antonio Cece † (31 mars 1966 - 10 juin 1980)
- Giovanni Gazza, S.X. † (24 novembre 1980 - 27 mars 1993)
- Lorenzo Chiarinelli (it) (27 mars 1993 - 30 juin 1997)
- Mario Milano (it) (28 février 1998 - 15 janvier 2011)
- Angelo Spinillo (it) (depuis le 15 janvier 2011)

## Sources
- (en) Fiche du diocèse sur catholic-hierarchy.org